# ويليام ويب (مجدف)
ويليام ويب (بالإنجليزية: William Charles Webb)‏ هو مجدف نيوزيلندي، ولد في 21 يناير 1880 في ليتلتون في نيوزيلندا، وتوفي في 2 أكتوبر 1960.